# Picumnus nigropunctatus
Picumnus nigropunctatus, conocido como carpinterito punteado, es una especie de ave en la familia Picidae. Sin embargo, su estatus taxonómico es controvertido.
Es endémico de Venezuela.
Su hábitat natural son áreas con arbustos o árboles (quizás incluyendo mangles), cerca de agua o zonas inundadas y en las tierras bajas costeras venezuelanas (bajo 100m) de Delta Amacuro a Sucre.